# Yamina Zoghlami
Yamina Zoghlami, née le 28 février 1970 à Tunis, est une femme politique tunisienne, membre de l'assemblée constituante élue le 23 octobre 2011 puis de l'Assemblée des représentants du peuple élue le 26 octobre 2014.
Elle représente le parti islamiste Ennahdha dans la première circonscription de Tunis.

## Biographie
Elle effectue ses études primaires à la cité Ezzouhour, puis ses études secondaires au lycée de la rue du Pacha à Tunis, avant d’être renvoyée en cinquième année secondaire pour port du voile. Elle rejoint alors un institut privé et obtient son baccalauréat en section lettres.
Elle poursuit ses études universitaires à la faculté des lettres et sciences humaines de Tunis et y obtient une maîtrise en histoire, puis un diplôme d'études approfondies en histoire contemporaine. Elle rejoint le Mouvement de la tendance islamique (actuel Ennahdha) en 1985 et le quitte au début des années 1990, lorsque le parti est réprimé.
Élue à l'assemblée constituante le 23 octobre 2011, elle y préside la commission des martyrs et blessés de la révolution et de l'amnistie ; elle est également premier rapporteur de la commission de la législation générale.
Le 2 mai 2016, elle se déclare opposée à une loi instaurant l'égalité homme-femme dans le domaine de l'héritage.
Yamina Zoghlami est mère de trois enfants.